# La Vie scolaire
Pour les articles homonymes, voir Vie scolaire.
Pour plus de détails, voir Fiche technique et Distribution.
La Vie scolaire est un film français réalisé par Grand Corps Malade et Mehdi Idir, sorti en 2019,.

## Synopsis
Samia Zibra, jeune et inexpérimentée, débute comme conseillère principale d'éducation (CPE). Originaire de l'Ardèche, elle demande un poste en région parisienne pour des raisons particulières. Elle découvre ainsi le collège en zone d'éducation prioritaire (ZEP) de la cité des Francs-Moisins, à Saint-Denis en Seine-Saint-Denis. Elle y rencontre de nombreux problèmes, notamment le manque de discipline et la réalité sociale du quartier. Elle découvre cependant l'incroyable vitalité et l'humour (des élèves comme des surveillants) qui règnent dans l'établissement. Dans l'équipe des surveillants, Samia peut notamment compter sur Moussa, le « Grand » du quartier, et Dylan, le chambreur. Samia va peu à peu s'adapter à ce nouvel univers. Sa situation personnelle la rapproche de Yanis, un élève vif et intelligent avec un potentiel gâché par son insolence et mis dans la classe des « SOP » (sans options). Samia va cependant essayer de le sortir de son échec scolaire pour lui proposer un avenir meilleur.

## Fiche technique
- Titre original : La Vie scolaire
- Réalisation et scénario : Grand Corps Malade et Mehdi Idir
- Musique : Angelo Foley
- Costumes : Claire Lacaze
- Montage : Laure Gardette
- Décors : Sylvie Olivé
- Photographie : Antoine Monod
- Production : Nicolas Altmayer, Éric Altmayer et Jean-Rachid Kallouche
- Making of: Bob H.B. El Khayrat
- Sociétés de production : Mandarin Cinéma et Kallouche Cinéma, coproduit par Gaumont et France 3 Cinéma
- Société de distribution : Gaumont (France)
- Budget : 5,3 millions d'euros
- Pays de production :  France
- Langues originales : français et arabe
- Genre : comédie dramatique
- Format : couleur - caméra Arri Alexa Mini - 2,35:1
- Durée : 111 minutes
- Dates de sortie :
- France : 24 mai 2019 (première à Montpellier) ; 22 août 2019 (Festival d'Angoulême) ; 28 août 2019 (sortie nationale)

## Distribution
- Zita Hanrot : Samia Zibra, la CPE
- Alban Ivanov : Dylan
- Liam Pierron : Yanis Bensaadi
- Antoine Reinartz : Thierry Bouchard, le professeur d'histoire-géographie
- Gaspard Gevin-Hié : Kévin « Doui »
- Moryfère Camara : Issa
- Bakary Diombera : Seikou
- Mahamadou Sangare : Fodé
- Soufiane Guerrab : Messaoud Boufarra, le professeur de mathématiques
- Moussa Mansaly : Moussa
- Adèle Galloy : la « prof trop belle »
- Aboudou Sacko : Mamadi
- Hocine Mokando : Farid « le mytho »
- Shirley Attia : Amel
- Kamélia Beloufa : Cindy
- Badr Iffach : Badr
- Leïla Seghir : Leïla
- Blandine Lenoir : Anne, la principale du collège
- Nadia Roz : Malika Bensaadi, la mère de Yanis
- Nathalie Beder : la professeure d'arts plastiques
- Nicolas Chupin : le professeur de musique
- Toussaint Polidori : le professeur de SEGPA
- Nicolas Gerout : Fred, le petit-ami de Samia
- Charlotte Talpaert : la mère de Cindy
- Senzau Le Bailly-Maric : Reda Derkaoui, le dealer
- Redouane Bougheraba : Redouane, le professeur de sport
- Ibrahim Dramé dit « Facher » : Lamine, l'élève passionné de musique
- Lamine Camara : Patrick, le compagnon d'Anne
- Vincent Doan : l’élève en retard

## Production

### Genèse et développement
Après Patients (2017), Grand Corps Malade et Mehdi Idir souhaitent aborder le sujet de l'école et portent précisément leur choix sur la période du collège car ils en gardent tous les deux de très bons souvenirs : 

« Mehdi et moi avons adoré cette période. [...] C’est une période charnière qui nous a beaucoup marqués. Mais nos souvenirs datent des années 90. Il a fallu se remettre dans le bain, aller sur place pour observer. [...] Pour autant, on savait que des scènes vécues en 1994 pouvaient sonner justes en 2019. Certains de nos proches bossent dans l’éducation. Et moi j’ai animé des Ateliers Slam dans des collèges. On avait remarqué qu’il y avait des constantes. »

— Grand Corps Malade et Mehdi Idir
Durant le développement du scénario, ils décident de centrer l'intrigue autour d'un conseiller principal d'éducation car il est selon eux « à la croisée des chemins » et « traite 10 problèmes différents par heure. Il est en contact avec les parents, les élèves, le personnel administratif, les professeurs ». Le rôle est initialement écrit pour Soufiane Guerrab, qui jouait déjà dans Patients. Cependant, Grand Corps Malade et Mehdi Idir préfèrent que le CPE soit un personnage féminin. Soufiane Guerrab obtient finalement le rôle de Messaoud, le professeur de mathématiques.

### Tournage
Le tournage débute le 23 juillet 2018,. Il se déroule principalement dans le quartier du Franc-Moisin et au collège Federico García Lorca à Saint-Denis, renommé « collège des Francs-Moisins » pendant le film,. On peut apercevoir la façade de la maison d'arrêt des Hauts-de-Seine à Nanterre.

### Musique
Le compositeur Angelo Foley, déjà à l’œuvre sur Patients, se charge de la musique originale. Par ailleurs, on peut entendre de nombreuses chansons dans le film : Rise de Herb Alpert, Samuraï de Shurik'n (en partie reprise à la flute par des élèves), L'eau vive de Guy Béart, Passement de jambes de Doc Gyneco, La liesse est lovée de Ben Mazué, Shelly ANN de Red Rat, Pastime Paradise de Stevie Wonder et enfin Je viens de là (reprise par l'équipe du film et Grand Corps Malade).

## Accueil

### Accueil critique
- Le site Allociné recense 24 critiques presse et propose une moyenne de 3,5⁄5[9].
- Le magazine Télérama qualifie le film de « chronique sociale d’une grande justesse »[10].
- Pour le journal Le Parisien, « La tchatche et la vitalité des collégiens – et des adultes – illuminent ce tableau presque documentaire et donnent lieu à des échanges hilarants. »[11].

### Box-office
Pour sa première semaine d'exploitation, le film enregistre 485 000 entrées, soit le meilleur résultat pour cette semaine. Patients, le précédent film de Grand Corps Malade et Mehdi Idir, avait obtenu 309 000 entrées en première semaine.
| Pays ou région | Box-office        | Date d'arrêt du box-office | Nombre de semaines |
| -------------- | ----------------- | -------------------------- | ------------------ |
| France         | 1 812 113 entrées | 24 décembre 2019           | 17                 |
| Total mondial  | 14 152 545 $      | 24 décembre 2019           | 17                 |

## Distinction
- César 2020 : nomination comme meilleur espoir masculin pour Liam Pierron